# Fuego (álbum de Kumbia Kings)
Fuego es el cuarto álbum de estudio de A.B. Quintanilla y Los Kumbia Kings. Fue lanzado el 5 de octubre de 2004 por EMI Latin. Una edición premium fue lanzado el 6 de diciembre de 2005 por EMI Latin. Esto tiene todas las canciones de la edición estándar y también "Sabes a Chocolate" y "Baila Esta Kumbia" y una versión en vivo de "Na Na Na (Dulce Niña)" y un DVD que incluye 5 videos musicales.

## Lista de canciones
| N.º | Título                                                                    | Escritor(es) | Duración |  |
| 1.  | «Intro»                                                                   | | 0:25     |  |
| 2.  | «Viento»                                                                  | A.B. Quintanilla III, Cruz Martínez, Chris Pérez, Luigi Giraldo                                                                                                   | 3:51     |  |
| 3.  | «Parte de Mi Corazón (Versión Kumbia)» (con Noel Schajris de Sin Bandera) | Noel Schajris, Claudia Brant | 3:52     |  |
| 4.  | «Fuego»                                                                   | A.B. Quintanilla III, Cruz Martínez, Luigi Giraldo, Jerry Bloodrock, Selite Evans, Richard Fowler, Charles Pettiford, Gregory Wigfall                             | 3:39     |  |
| 5.  | «Ay Amor»                                                                 | A.B. Quintanilla III, Cruz Martínez, Luigi Giraldo | 3:40     |  |
| 6.  | «Perdóname»                                                               | A.B. Quintanilla III, Cruz Martínez, Robert "BoBBo" Gómez III, Luigi Giraldo                                                                                      | 3:58     |  |
| 7.  | «Pass the Dutchie»                                                        | George Bennett Headley, Benjamin Brown Huford, Anthony Ferguson Lloyd, Robert Bernard Lyn, Roy Jackie Mitto Donat, Leroy Anthony Sibblis, Fitzroy Ogilvie-Simpson | 3:18     |  |
| 8.  | «Quién» (con Belinda)                                                     | Luigi Giraldo, Gabriel Flores | 3:19     |  |
| 9.  | «Na Na Na (Dulce Niña)»                                                   | A.B. Quintanilla III, Cruz Martínez, Luigi Giraldo | 3:25     |  |
| 10. | «If You Leave»                                                            | Sean Dunson, John Dunson | 3:36     |  |
| 11. | «Ella Sabe»                                                               | Donald Fagen, Walter Becker | 4:14     |  |
| 12. | «Parte de Mi Corazón (Versión Balada)» (con Noel Schajris de Sin Bandera) | Noel Schajris, Claudia Brant | 3:54     |  |
| 13. | «Bla Bla Bla»                                                             | A.B. Quintanilla III, Cruz Martínez, Freddie Martínez | 4:02     |  |
| 14. | «Outro/Agradecimientos»                                                   | | 6:54     |  |

| Edición premium |                                                                           | |          |  |
| N.º             | Título                                                                    | Escritor(es) | Duración |  |
| 1.              | «Intro»                                                                   | | 0:25     |  |
| 2.              | «Viento»                                                                  | A.B. Quintanilla III, Cruz Martínez, Chris Pérez, Luigi Giraldo                                                                                                   | 3:51     |  |
| 3.              | «Parte de Mi Corazón (Versión Kumbia)» (con Noel Schajris de Sin Bandera) | Noel Schajris, Claudia Brant | 3:52     |  |
| 4.              | «Fuego»                                                                   | A.B. Quintanilla III, Cruz Martínez, Luigi Giraldo, Jerry Bloodrock, Selite Evans, Richard Fowler, Charles Pettiford, Gregory Wigfall                             | 3:39     |  |
| 5.              | «Ay Amor»                                                                 | A.B. Quintanilla III, Cruz Martínez, Luigi Giraldo | 3:40     |  |
| 6.              | «Perdóname»                                                               | A.B. Quintanilla III, Cruz Martínez, Robert "BoBBo" Gómez III, Luigi Giraldo                                                                                      | 3:58     |  |
| 7.              | «Pass the Dutchie»                                                        | George Bennett Headley, Benjamin Brown Huford, Anthony Ferguson Lloyd, Robert Bernard Lyn, Roy Jackie Mitto Donat, Leroy Anthony Sibblis, Fitzroy Ogilvie-Simpson | 3:18     |  |
| 8.              | «Quién» (con Belinda)                                                     | Luigi Giraldo, Gabriel Flores | 3:19     |  |
| 9.              | «Na Na Na (Dulce Niña)»                                                   | A.B. Quintanilla III, Cruz Martínez, Luigi Giraldo | 3:25     |  |
| 10.             | «If You Leave»                                                            | Sean Dunson, John Dunson | 3:36     |  |
| 11.             | «Ella Sabe»                                                               | Donald Fagen, Walter Becker | 4:14     |  |
| 12.             | «Parte de Mi Corazón (Versión Balada)» (con Noel Schajris de Sin Bandera) | Noel Schajris, Claudia Brant | 3:54     |  |
| 13.             | «Bla Bla Bla»                                                             | A.B. Quintanilla III, Cruz Martínez, Freddie Martínez | 4:02     |  |
| 14.             | «Sabes a Chocolate»                                                       | Carlos Villa De La Torre, Alejandro Monroy Fernández | 3:45     |  |
| 15.             | «Baila Esta Kumbia» (con Selena)                                          | A.B. Quintanilla III, Pete Astudillo | 4:22     |  |
| 16.             | «Na Na Na (Dulce Niña) (En Vivo)»                                         | A.B. Quintanilla III, Cruz Martínez, Luigi Giraldo | 4:06     |  |
| 17.             | «Outro/Agradecimientos»                                                   | | 6:54     |  |

DVD Lista
1. Fuego
2. Na Na Na (Dulce Niña)
3. Baila Esta Kumbia
4. Sabes a Chocolate
5. Parte de Mi Corazón